# Willy Benthien
Willy Benthien (um 1860 – nach 1913) war ein Theaterschauspieler.

## Leben
Er begann seine Schauspielerlaufbahn 1881 in Aschersleben, kam sodann nach Essen 1883, Aachen 1884, Freiburg 1885, nach Hamburg ans Stadttheater von 1886 bis 1889, Breslau Lobetheater von 1890 bis 1891 und wurde sodann für das Stadttheater in Köln verpflichtet, woselbst er bis mindestens 1902 im Fache der jugendlichen Liebhaber und Naturburschen wirkte. Später war er in Riga und in Regensburg verpflichtet.
Sein weiterer Lebensweg ist unbekannt.